# ГЕС Kürtün
ГЕС Kürtün — гідроелектростанція на півночі Туреччини. Знаходячись між ГЕС Торул (вище по течії) та ГЕС Akköy 1, входить до складу каскаду на річці Harşit Çayı, яка впадає до Чорного моря на східній околиці міста Тиреболу.
У межах проекту річку перекрили кам'яно-накидною греблею з бетонним облицюванням заввишки 133 метри (від фундаменту, висота від дна річки — 110 метрів) та завдовжки 380 метрів, яка потребувала 3,2 млн м3 матеріалу. Вона утримує водосховище з площею поверхні 2,62 км2 та об'ємом 109,5 млн м3 (корисний об'єм 62,7 млн м3), в якому припустиме коливання рівня у операційному режимі між позначками 610 та 641 метр НРМ.
Пригреблевий машинний зал обладнали двома турбіни типу Френсіс потужністю по 42,5 МВт, які забезпечують виробництво 198 млн кВт-год електроенергії на рік.
Видача продукції відбувається по ЛЕП, розрахованій на роботу під напругою 154 кВ.